# Service Civil International
El Servicio Civil Internacional (SCI) es una organización no gubernamental (ONG) que organiza proyectos de voluntariado internacional que pretenden contribuir a la construcción de la paz. Fue fundada en 1920 principalmente con el impulso del ingeniero suizo Pierre Cérésole.
SCI es la más veterana de entre las asociaciones de workcamps (campos de trabajo o campos de voluntariado internacional) y tiene como objetivo promover la paz realizando actuaciones que agrupen y organicen a personas de todos los orígenes sociales, religiosos, étnicos y edades. 

## Campos de voluntariado internacionales
SCI es un movimiento laico de voluntariado presente en más de 60 países del mundo.
Desde hace cien años promueve campos de voluntariado internacional y actividades de sensibilización sobre la paz, el entendimiento y la preservación del medio ambiente.
SCI organiza campos de voluntariado por todo el mundo con temática social, cultural o medioambiental. En la actualidad tienen más de 1.200 campos de voluntariado repartidos en los cinco continentes, y facilitan la participación anual de más de 5.000 voluntarios de todo el mundo.
La labor fundamental de SCI es poner en contacto a personas de todo el mundo que deseen realizar un campo de voluntariado y organizaciones locales que quieran organizar un campo de voluntariado recibiendo a un grupo de personas que colabore en sus actividades.
La filosofía de SCI es que cuando se trabaja de forma voluntaria con personas de otras culturas o características se tienden puentes a otras culturas, se fomenta la curiosidad por otros pueblos y se rompen los estereotipos.
El buscador de campos de voluntariado internacional es: https://www.workcamps.info/icamps/ES-MAD/es/camps.html
La información de la sede española se puede encontrar en www.ongsci.org

## Historia

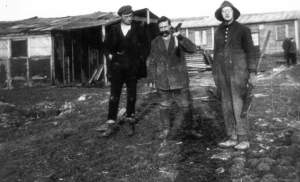
Primer campo de trabajo cerca de Verdún en 1920.

Justo después de la I Guerra Mundial (en 1919) se organiza una reunión de pacifistas cristianos europeos en Bilthoven (Holanda). La idea que surge es reunir voluntarios de diversos países para trabajar en la reconstrucción: quieren proponer un servicio civil que sea una alternativa al servicio militar obligatorio. La asociación se crea en 1920 con el nombre de Service civil volontaire international.
El primer campo de trabajo de reconstrucción se organiza en 1920 en Esnes, cerca de Verdún (Francia), un lugar de un alto valor simbólico pues fue el teatro de la sangrienta Batalla de Verdún (alrededor de los 300 000 muertos). El principal impulsor fue Pierre Cérésole, junto con otros pacifistas como el cuáquero inglés Hubert Parris (otro de los iniciadores de Bilthoven). Este campo reunió voluntarios ingleses, belgas, franceses y alemanes con el fin de contribuir a la reconciliación de las naciones que venían de enfrentarse en la guerra.
Esta primera experiencia no es fácil, pero el espíritu se extiende rápidamente. Los voluntarios de este campo desean convencer a otras personas de que trabajar por la paz de esta manera podría constituir una verdadera alternativa al servicio militar. El número de voluntarios aumenta rápidamente y ganan rápidamente el favor de las poblaciones locales y de algunos gobiernos.

## Objetivos

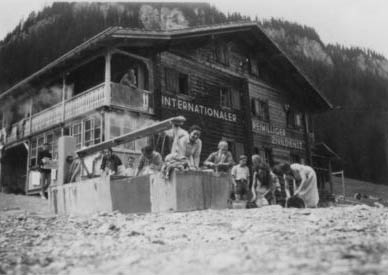
Casa de voluntarios de SCI en 1935 en litzirüti.

SCI afirma basar su trabajo en los siguientes valores:
• Voluntariado - en el sentido de actuar por iniciativa propia, sin buscar recompensa material y para el beneficio de la sociedad civil, como un método y una declaración para el cambio social.
• La no violencia - como un principio.
• Derechos Humanos - respeto a las personas como se establece en la Declaración Universal de los Derechos Humanos.
• Solidaridad - solidaridad internacional por un mundo más justo y la solidaridad entre los seres humanos en todos los niveles.
• El respeto por el medio ambiente - y el ecosistema del que somos una parte y del que somos dependientes.
• Inclusión - para ser abierto e inclusivo con todos los individuos que comparten los fines y objetivos del movimiento, sin distinción de sexo, raza, color, religión, nacionalidad, condición social u opiniones políticas y otros posibles motivos de discriminación.
• Empoderamiento - capacitar a las personas para comprender y actuar para transformar las estructuras sociales, culturales y económicos que afectan a su vida en todos los niveles.
• Cooperación - con las comunidades locales, así como con otros actores locales, nacionales e internacionales para fortalecer el potencial positivo de la sociedad civil en su conjunto.
SCI cree que todas las personas son capaces de vivir juntas con respeto mutuo y sin recurrir a ninguna forma de violencia para resolver los conflictos. Se organizan proyectos de voluntariado internacional en todo el mundo, ya que se considera que la paz sólo puede construirse si las personas con diferentes orígenes y culturas aprenden a cooperar y trabajar juntas.

## Organización Internacional (1948)
Desde 1920 , SCI organiza campos de trabajo y actividades en Francia, Suiza , Gran Bretaña, India y otros países . Como la idea de los campos de trabajo se expandió a otros países después de la Segunda Guerra Mundial, se creó una asociación internacional de ramas SCI con una secretaría internacional en París. El intercambio voluntario y la organización de campos de trabajo se han ido mejorado (por ejemplo, al establecer un seguro al voluntario) . El número de campos de trabajo y voluntarios aumentó enormemente con el paso del tiempo:
```
   1947 : 46 campos de trabajo en 9 países
   1968: 298 Campos de trabajo en 24 países .
```

El número de ramas también aumentó significativamente. En los años 60 se establecieron las estructuras de coordinación regionales para África , Asia y Europa.

## Norte-Sur y la ayuda al desarrollo (1950)
En 1950 , SCI fue invitado por India independiente con el fin de llevar a cabo la construcción de casas para los refugiados en Faridabad. Un pequeño grupo de voluntarios internacional fue capaz de reclutar muchos voluntarios locales y el conflicto entre la India y Pakistán los inspiró para organizar campos de trabajo en Pakistán desde 1951. Como consecuencia de ello, varias ramas y grupos de SCI locales fueron fundadas en Asia .
Ante la inmensa pobreza en las regiones desfavorecidas de Europa, Asia y África , SCI comenzó a establecer programa de ayuda al desarrollo y el reclutamiento de voluntarios cualificados. A partir de 1962 hasta 1968 SCI reconstruyó el pueblo de Beni hamou y estableció un servicio a la comunidad y desarrolló la medicina como la enseñanza primaria para el distrito de Sebdou .

## Este-Oeste (1955)
A pesar de la Guerra Fría, SCI siguió buscando un intercambio con el bloque del Este. Como organización no comunista , los voluntarios de SCI participaron en un campo de trabajo durante el 5 ° Festival Mundial de la Juventud en Varsovia (Polonia) en 1955. A partir de entonces fueron campos de trabajo organizado conjuntamente con la organización de voluntarios socialista en Polonia (1955) , la República Democrática Alemana (1956) , URSS (1958) , Hungría (1964) , Checoslovaquia (1964) , y Bulgaria (1981). En 1972 se estableció la comisión Este-Oeste con el fin de facilitar el intercambio de voluntarios y mejorar la cooperación con las organizaciones asociadas en los países socialistas. Con el cambio político en Europa del Este comenzaron nuevas iniciativas de SCI desde 1990 .

## Reorientación (1969)
En un conjunto de seminarios, talleres y reuniones a partir de 1969, se revisó la implicación política de la lesión medular en la sociedad . Como consecuencia, SCI abandona el enfoque al desarrollo como uno de los objetivo principales y se cetra en la conciención social y política.
En particular, la Norte-Sur se reorienta al concepto de la educación y la solidaridad para el desarrollo . Se organizaron varias campañas internacionales ( 1985-1992) para la independencia de Namibia , que fue seguido por una campaña internacional de los refugiados (1994-1997 ).
A finales de 1970 , se introdujo un sistema de colocación de voluntarios descentralizado para campos de trabajo, mientras que el intercambio Norte-Sur y Este-Oeste se centralizó en Europa y la Coordinación Internacional de SCI . Este último fue descentralizado a mediados de los años 90.

## SCI Madrid y sus grupos de voluntariado local
SCI Madrid se funda en 1987 y desde entonces promueve tanto el voluntariado internacional como el voluntariado local. 
SCI Madrid envía todos los años más de 300 voluntarios por todo el mundo a colaborar en proyectos sociales, medioambientales y culturales. SCI cuenta con más de 1.200 proyectos de voluntariado en más de 60 países, tanto de corta como de larga duración. Puedes saber más SCI Madrid a través de su web www.ongsci.org 
SCI, basado en la filosofía de " Piensa en global, actúa en local" desarrolla proyectos de voluntariado local, algunos de los cuales lleva más de 10 años en la ciudad de Madrid.
•Profes: 
El grupo de voluntarios Profes dan clases gratuitas de español a personas extranjeras que estén interesadas en aprender español.
Este grupo de voluntarios ayudan a los migrantes en el proceso de su integración a través del conocimiento del idioma: conocer el español es una de las capacidades principales y más inmediatas necesarias para integrarse y tener oportunidades de vivir y trabajar en España.
Así mismo organizan encuentros interculturales con los/as alumnos/as, como una forma adicional de integración y conocimiento mutuo para propiciar su inclusión en la sociedad de acogida.
•Bocadillos en la calle: 
El grupo de Bocadillos en la Calle está formado por todos aquellos voluntarios interesados en realizar una labor de acompañamiento a las personas sin hogar así como sensibilizar a la población de esta problemática y denunciar esta injusticia.
No sólo se trata de llevar algo de comer a estas personas. Lo importante es compartir un momento de contacto humano, escucha y comprensión con ellas, no solo por conocer sus necesidades más urgentes y su situación, sino por la necesidad humana de relacionarse y charlar con un compañero.
Informar a los interesados sobre instituciones a las que pueden acudir, los derechos que les amparan o pedir ayuda a quien corresponda, según cada caso.
•Norte-Sur: 
El grupo local formado fundamentalmente por voluntarios/as participantes en nuestro programa de campos de solidaridad Norte Sur. A la vuelta sienten el deseo de compartir con el mayor número de personas sus vivencias en los diferentes países y proyectos.
Los voluntarios organizan actividades con el objetivo de fomentar la integración de todos los grupos locales y los alumnos de las clases de español.
Actividades de sensibilización como charlas sobre sus experiencias de voluntariado, formaciones a nuevos voluntarios, video-fórums, eventos de recaudación de fondos, etc
•Ecosfera:
Un grupo de voluntariado local dedicado a labores de voluntariado medioambiental, abierto a cualquier persona que comparta estos intereses ecológicos.
Realizan actividades medioambientales relacionadas con el respeto al medio ambiente, como rutas guiadas ornitológicas, visitas a centros de educación ambiental, paseos por el Jardín Botánico, talleres de materiales reciclados, etc. Así mismo promueven el consumo sostenible y las prácticas de respeto al medioambiente.

## Enlaces relacionados
- Voluntariado internacional
- Campos de voluntariado
- Workcamp
- Antimilitarismo
- Objeción de conciencia